# Чемпионат мира по самбо 2024
Чемпионат мира по самбо 2024 года прошёл 8 — 10 ноября в городе Астана (Казахстан) во Дворце единоборств имени Жаксылыка Ушкемпирова. На соревнования приехали представители 80 стран. Спортсмены России и Белоруссии выступали под флагом Международной федерации самбо (ФИАС).
В программу соревнований впервые включены соревнования по боевому самбо среди женщин и по самбо слепых. Призовой фонд чемпионата составил 311 тысяч долларов. Чемпионат также был финальным отборочным турниром на Всемирные игры 2025 года в Чэнду.
В церемонии открытия чемпионата принял участие знаменитый самбист, посол самбо Фёдор Емельяненко. Президент ФИАС Василий Шестаков наградил Емельяненко Золотым знаком ФИАС и памятной плакеткой. Емельяненко в ответ передал свою куртку музею Международной федерации.
В Астане уже проходил чемпионат мира по самбо 2005 года.

## Медалисты

### Спортивное самбо. Мужчины
| Весовая категория | Золото                        | Серебро                          | Бронза                                                      |
| ----------------- | ----------------------------- | -------------------------------- | ----------------------------------------------------------- |
| до 58 кг          | Ильхом Пармонов · Узбекистан  | Вахтанг Чидрашвили · Грузия      | Армат Кабдолов · Казахстан Давид Овсепян · сборная беженцев |
| до 64 кг          | Ессентай Имаханов · Казахстан | Сартор Олимжонов · Узбекистан    | Сорбон Латифов · Таджикистан Алесандр Фёдоров · Россия      |
| до 71 кг          | Элизбар Туркия · Грузия       | Серикбай Негмет · Казахстан      | Херлен Ганболд · Монголия Камбар Умаров · Туркменистан      |
| до 79 кг          | Денис Калинин · Россия        | Михаил Свидрак · Украина         | Александр Кокша · Беларусь Иван Харьков · Болгария          |
| до 88 кг          | Сергей Рябов · Россия         | Елман Койшибаев · Казахстан      | Мишико Нозадзе · Грузия Александр Кругляк · Беларусь        |
| до 98 кг          | Антон Коновалов · Россия      | Арсен Ханджян · Армения          | Ярослав Давыдчук · Украина Давид Лориашвили · Грузия        |
| свыше 98 кг       | Темирлан Колбай · Казахстан   | Дамдинсурен Пурендорж · Монголия | Георгий Кавтарадзе · Грузия Степан Солдатенков · Россия     |

### Спортивное самбо. Женщины
| Весовая категория | Золото                                | Серебро                            | Бронза                                                    |
| ----------------- | ------------------------------------- | ---------------------------------- | --------------------------------------------------------- |
| до 50 кг          | Мария Амилина Гуэдес сборная беженцев | Татьяна Фёдорова · Россия          | Мария Буёк · Украина Канышай Аманкулова · Кыргызстан      |
| до 54 кг          | Анастасия Луканина · Россия           | Гульдана Алмуханбетова · Казахстан | Джулия Россо · Франция Баярмаа Нехиибаатар · Монголия     |
| до 59 кг          | Татьяна Мацко · Беларусь              | София Бординских · Украина         | Ибодатхон Агожонова · Узбекистан Татьяна Шуянова · Россия |
| до 65 кг          | Даниэла Ждан · Беларусь               | Екатерина Дорошенко · Россия       | Алиса Шлезингер · Израиль Сэм ван Дун · Нидерланды        |
| до 72 кг          | Олеся Посылкина · Россия              | Анджела Жилинская · Беларусь       | Шинар Абатова · Казахстан Наталья Смаль · Украина         |
| до 80 кг          | Дарья Речкалова · Россия              | Галина Ковальская · Украина        | Карина Шут · Беларусь Екатерина Москалёва · Румыния       |
| свыше 80 кг       | Мария Кондратьева · Беларусь          | Ольга Артошина · Россия            | Аралым Абенова · Казахстан Лорин Лаге · Франция           |

### Боевое самбо. Мужчины
| Весовая категория | Золото                            | Серебро                          | Бронза                                                        |
| ----------------- | --------------------------------- | -------------------------------- | ------------------------------------------------------------- |
| до 58 кг          | Гантумур Баяндуурен · Монголия    | Лутфилла Сайдаматов · Узбекистан | Мухтар Гамзаев · Россия Гамлет Сукясян · Армения              |
| до 64 кг          | Шейх-Мансур Хабибулаев · Россия   | Маис Нерсесян · Армения          | Маратбек Рахметоллин · Казахстан Саяк Бараканов · Кыргызстан  |
| до 71 кг          | Муминжан Арзикулов · Туркменистан | Ролан Зиннатов · Россия          | Курманбек Замирбек Уулу · Кыргызстан Арнур Куатай · Казахстан |
| до 79 кг          | Владислав Руднев · Украина        | Бакытжан Дуйсембеков · Казахстан | Жозеф Бессала Авоно · Камерун Бадреддин Диани · Марокко       |
| до 88 кг          | Абусупьян Алиханов · Россия       | Сохибжон Хасанбоев · Узбекистан  | Пётр Давыденко · Украина Бектен Эрекбай Уулу · Кыргызстан     |
| до 98 кг          | Дмитрий Елисеев · Россия          | Озодбек Муротов · Узбекистан     | Арман Аванесян · Армения Нжи Мулу Сейду · Камерун             |
| свыше 98 кг       | Михаил Кашурников · Россия        | Талгат Жиентаев · Казахстан      | Зиод Хакимбоев · Узбекистан Халед Заки · Египет               |

### Боевое самбо. Женщины
| Весовая категория | Золото                       | Серебро                         | Бронза                                                             |
| ----------------- | ---------------------------- | ------------------------------- | ------------------------------------------------------------------ |
| до 50 кг          | Луизиана Кампос · Венесуэла  | Багул Нурыева · Туркменистан    | Эстолия Лара Паредес · Мексика Кымбат Ахмет · Казахстан            |
| до 54 кг          | Вера Лоткова · Россия        | Гульсенар Уракова · Узбекистан  | Куралай Кабрайкызы · Казахстан Зарина Абдурахманова · Туркменистан |
| до 59 кг          | Шахзода Азатова · Узбекистан | Ганболд Ганцецег · Монголия     | Нина Сердюк · Россия Елизавета Лапаева · Беларусь                  |
| до 65 кг          | Софья Истомина · Россия      | Юлиана Лысенко · Украина        | Нили Блок · Израиль Феруза Бобокулова · Узбекистан                 |
| до 72 кг          | Шакед Нисимян · Израиль      | Яна Полякова · Россия           | Гульзада Жоракулыева · Туркменистан Анужин Уран-улзии · Монголия   |
| до 80 кг          | Анжела Гаспарян · Россия     | Мавлуда Абдуллаева · Узбекистан | Айслинн Агнес Яп · Филиппины Улбоссын Адилова · Казахстан          |
| свыше 80 кг       | Нурила Ассанкызы · Казахстан | Сабина Агажанова · Туркменистан | Раматулайе Силла · Гвинея Анна Мкртчан · Армения                   |